# Rongbo (köpinghuvudort i Kina, Tibet Autonomous Region, lat 31,56, long 94,63)
Rongbo (kinesiska: Rongbu, 荣布, Jilutong, 纪路通, 荣布镇) är en köpinghuvudort i Kina. Den ligger i den autonoma regionen Tibet, i den sydvästra delen av landet, omkring 400 kilometer nordost om regionhuvudstaden Lhasa. Antalet invånare är 7 214. Befolkningen består av 3 640 kvinnor och 3 574 män. Barn under 15 år utgör 34 %, vuxna 15-64 år 59 %, och äldre över 65 år 5,0 %.
Runt Rongbo är det mycket glesbefolkat, med 6 invånare per kvadratkilometer. Rongbo är det största samhället i trakten. Trakten runt Rongbo består i huvudsak av gräsmarker.
Genomsnittlig årsnederbörd är 922 millimeter. Den regnigaste månaden är juni, med i genomsnitt 210 mm nederbörd, och den torraste är december, med 4 mm nederbörd.